# Charentay
Charentay település Franciaországban, Rhône megyében. Lakosainak száma 1269 fő (2022. január 1.). Charentay Saint-Lager, Odenas, Saint-Étienne-des-Oullières, Saint-Georges-de-Reneins és Belleville-en-Beaujolais községekkel határos.

## Népesség
A település népességének változása:
| Lakosok száma | 1197 | 1240 | 1305 | 1240 | 1243 | 1248 | 1253 | 1265 | 1269 |
|               | 2013 | 2015 | 2016 | 2017 | 2018 | 2019 | 2020 | 2021 | 2022 |